# Feutre effaçable

Un feutre effaçable est un stylo-feutre contenant une encre facilement effaçable dans ses contextes normaux d'utilisation : tableau blanc ou transparents.
Jusqu'au début des années 1990, le toluène et le xylène, substances toxiques et odorantes, étaient les principaux constituants des encres utilisées dans ces feutres, avant qu'ils soient remplacés par des alcools (propan-1-ol, butan-1-ol, diacétone alcool ou crésols), sans nocivité particulière. Les émissions pendant l'utilisation peuvent contenir des composés dérivés de réactions chimiques entre l'encre et le support.